# Brandenburgisch-Afrikanische Compagnie

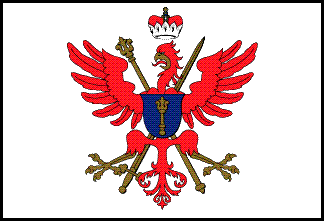
Flagge der BAC. Roter Adler auf weißem Grund

Die Brandenburgisch-Afrikanische Compagnie (BAC) von 1682, später Brandenburgisch-Afrikanische-Amerikanische Compagnie (BAAC) genannt, war ein brandenburgisch-preußisches Unternehmen, dessen Zweck der Überseehandel mit Westafrika und Nordamerika war. Sie nahm am damaligen Dreieckshandel zwischen Europa, Afrika und Amerika teil und handelte mit Kolonialwaren und Sklaven. Der Heimathafen war Emden, dazu besaß sie Stützpunkte in Westafrika (u. a. die Kolonie Groß Friedrichsburg) und in der Karibik.
Die Gründung unter dem Kurfürsten Friedrich Wilhelm hing eng mit dem Wirken des in brandenburgischen Diensten stehenden Holländers Benjamin Raule und der forcierten Entwicklung der kurbrandenburgischen Marine zusammen. Die Handelskompanie gilt außerdem als erste deutsche Aktiengesellschaft. Sie wurde 1711 durch den preußischen König Friedrich I. aufgelöst.

## Vorgeschichte

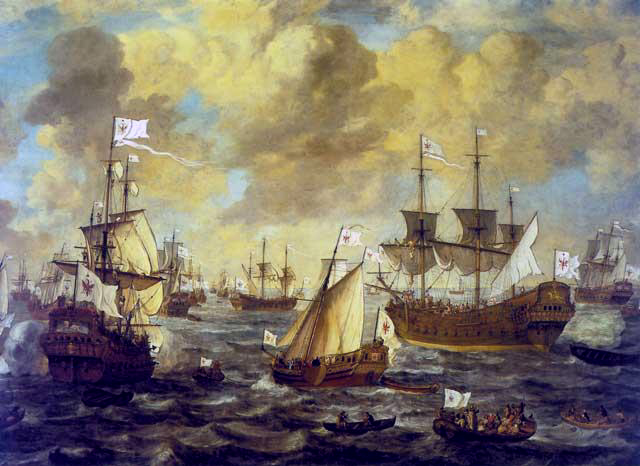
Die kurbrandenburgische Marine auf offener See

Die europäischen Entdeckungsfahrten des 16. und frühen 17. Jahrhunderts hatten dazu geführt, dass sich durch die Vergrößerung der „bekannten Welt“ auch die politischen Horizonte und Ambitionen der europäischen Herrscher erweiterten. In den ausbrechenden Rivalitäts- und Konkurrenzkämpfen der europäischen Mächte um die neu entdeckten Territorien spielten dabei die Schifffahrt, der Seehandel, der Besitz von Kriegsflotten und von Kolonien eine entscheidende Rolle.
Auch Brandenburg-Preußen unter Friedrich Wilhelm beanspruchte im Konzert der großen Mächte einen neuen Platz. Vorbild für die Brandenburger war dabei die kleine Republik der Niederlande, die durch den Überseehandel und eine große Handelsflotte zu einer dominierenden Handels- und Wirtschaftsmacht aufgestiegen waren. Der Kurfürst plante bereits 1651 die Gründung einer ostasiatischen Handelskompanie, fand jedoch dafür keine Investoren. Dennoch gab der Kurfürst seine kolonialen Ambitionen nicht auf.
Auf Betreiben des holländischen Kaufmanns und Schiffsreeders Benjamin Raule wurde die erste Handelsexpedition nach Westafrika 1680/81 unter brandenburgischer Flagge unternommen. Der Kurfürst stellte für dieses Unternehmen nur die Besatzung der beiden Schiffe und seine Flagge zur Verfügung; Kosten und Risiko lagen allein bei Raule und seinen Gesellschaftern. Der eigentliche kurfürstliche Auftrag lautete, an der Küste von Guinea Gold, Elfenbein, Getreide und Sklaven zu erhandeln und diese „Waren“ zum Verkauf in Lissabon, Cádiz beziehungsweise „unter der Hand“ feilzubieten. Dieser Expedition gelang es im Mai 1681, an der Goldküste zwischen Axim und dem Kap der drei Spitzen einen Handelsvertrag mit den dortigen afrikanischen Stämmen abzuschließen. Inhalt des Vertrages war, dass die Brandenburger binnen Jahresfrist einen bewaffneten Handelsstützpunkt aufbauen durften und die dort ansässigen Afrikaner ihre Waren ausschließlich den Brandenburgern feilbieten würden.

## Geschichte

### Gründung der Gesellschaft 1682

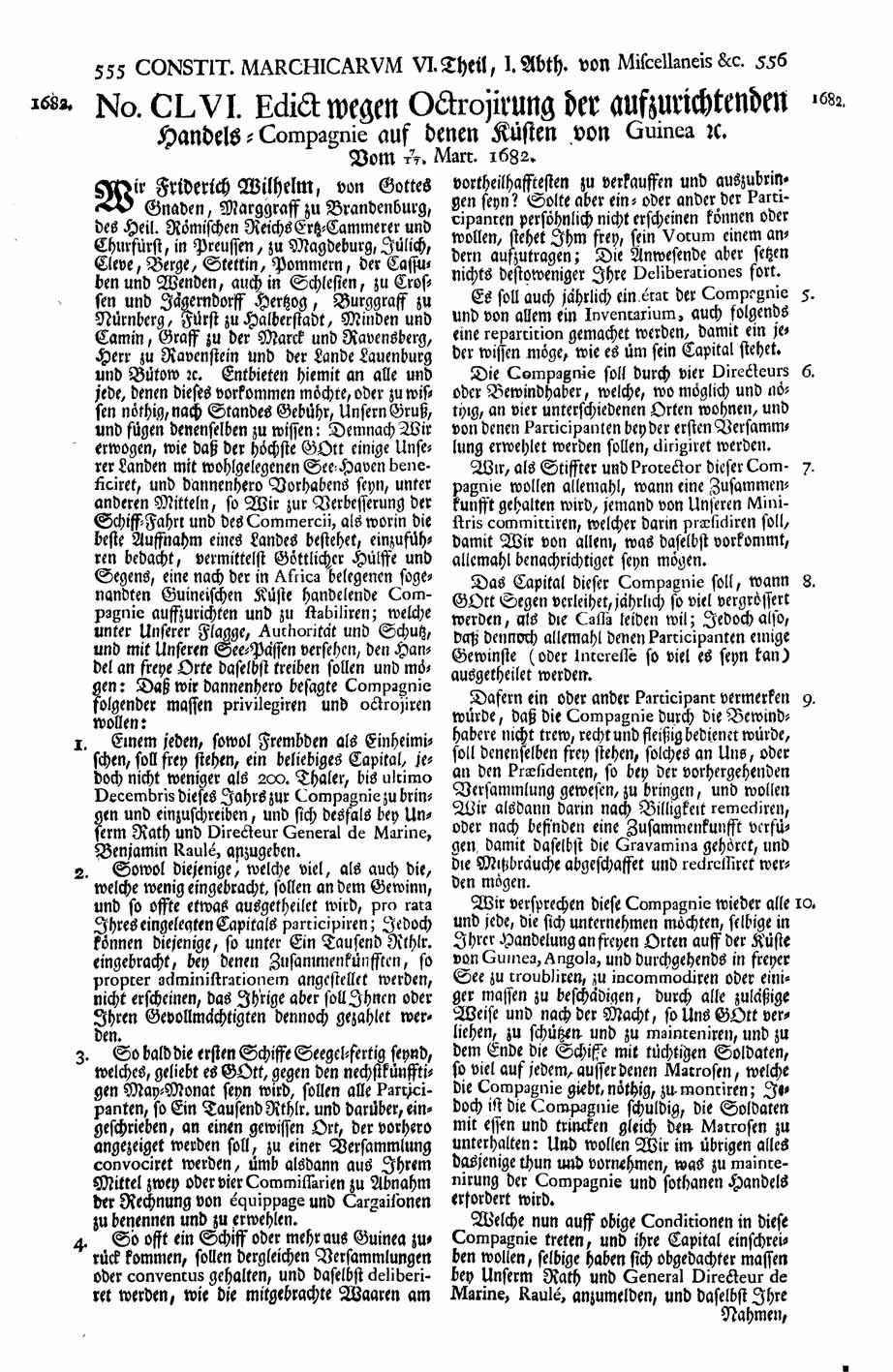
Kurfürstliches Edikt vom 7. März 1682, das zur Gründung der BAC führte

Nach der Rückkehr der ersten Expedition im August 1681 trat der Große Kurfürst aufgrund dieses Erfolges für die Fortsetzung des Afrika-Projektes ein. Am 7. März 1682 verkündete er mit dem Edict wegen Octroyierung der aufzurichtenden Handelscompagnie auf denen Küsten von Guinea die Gründung der „Handelscompagnie auf denen Küsten von Guinea“.
Die Gesellschaft wurde mit einem Grundkapital von 50.000 Reichstalern ausgestattet, wovon 48.000 Taler gezeichnet wurden. Die später in „Brandenburgisch-Afrikanische Handelscompagnie (BAC)“ umbenannte Handelskompanie erhielt für 30 Jahre das brandenburgische Monopol für den Handel in Westafrika mit Pfeffer, Elfenbein, Gold und Sklaven sowie das Recht, eigene Stützpunkte anzulegen. Die Besatzung und die Ausrüstung dafür stellte der Kurfürst. Außerdem gewährte er der Gesellschaft das Recht, in seinem Namen eigene Verträge mit der einheimischen Bevölkerung zu schließen. Die Gesellschaft besaß eine eigene Gerichtsbarkeit, durfte eigenes Militär unterhalten und Verteidigungskriege in Übersee führen. Die „BAC“ wurde an den europäischen Höfen durch den Kurfürsten mitvertreten. Jeder, der eine Aktie im Mindestnennwert von 200 Talern erwarb, konnte Teilhaber der Gesellschaft werden. Der tatsächliche Einfluss auf die Gesellschaft richtete dann sich aber nach der Höhe der Einlage. So besaß man erst ab einem Nennwert von 1.000 Talern eine Stimme. Allen Angestellten der Kompanie war es streng verboten, in Übersee privaten Handel zu betreiben. Die Aufsicht über die Kompanie führte der jeweilige brandenburgische Kurfürst. Der erste Präsident der Gesellschaft war Dodo II. Freiherr zu Innhausen und Knyphausen.

### Verlegung derBACvon Königsberg nach Emden, 1683

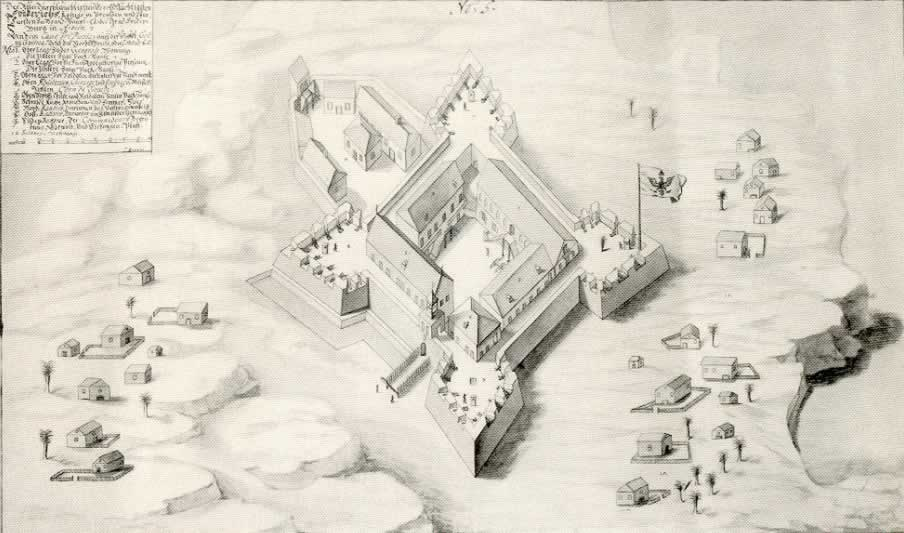
Ansicht Groß-Friedrichsburg zur Zeit ihres vollendeten Ausbaus nach 1686

Die bisherigen brandenburgischen Flottenhäfen Königsberg und Pillau waren aus vielen Gründen als Stammhafen für die neu gegründete Handelskompanie schlecht geeignet. So war die Ostsee im Winter vier Monate nicht schiffbar, die Fahrt durch den Kattegat gefährlich und der Öresund konnte jederzeit von Dänemark gesperrt werden, auch wenn Dänemark und Brandenburg ein sehr gutes Verhältnis pflegten.
So schmiedete der Kurfürst Pläne für den Erwerb eines Hochseehafens an der Nordsee. Er wählte dafür die Stadt Emden, da der dortige Hafen zur damaligen Zeit als einer der besten Europas galt. Zu der Zeit befand sich die Fürstin von Ostfriesland in einem Konflikt mit den ostfriesischen Ständen. Dies ausnutzend, einigte sich der Kurfürst mit den Ständen aus Emden, die an einer Schwächung der Fürstin interessiert waren. Unter dem Vorwand eines kaiserlichen Auftrags zum Schutze des Landes ließ der Kurfürst im Einvernehmen mit Dänemark am 26. Oktober 1682 300 brandenburgische Soldaten in Glückstadt einschiffen. Am 6. November erfolgte die Einnahme der Burg Greetsiel, nachdem die Stände in Emden dies gebilligt hatten und die nur 16 Mann starke Garnison im Einvernehmen kapitulierte. Ein halbes Jahr später, am 22. April 1683, konnten die Brandenburger einen Handels- und Schifffahrtsvertrag mit den Ständen Emdens aushandeln. Fortan wurde Emden der Stammsitz der Brandenburgisch-Afrikanischen Compagnie.
In einem weiteren am 4. August 1683 ausgehandelten Vertrag wurde festgelegt, dass sich die Stände Emdens mit 24.000 Reichstalern (1686 vom Kurfürsten nach Klagen der Stände wieder zurückerstattet) an der Kompanie beteiligten und mit einem Drittel an den Gewinnen der Kompanie beteiligt werden würden.

### Von derBACzurBAAC(1683–1692)

Ankunft der Brandenburger in Westafrika

In der darauffolgenden Zeit etablierte sich die Gesellschaft an dem westlichen Küstenabschnitt des heutigen Ghana, der sogenannten Goldküste. Am 1. Januar 1683 erfolgte die Gründung des ersten brandenburgischen Stützpunktes in Westafrika, Fort Groß Friedrichsburg. Die gleichnamige Kolonie Groß Friedrichsburg bestand aus einem etwa 30 bis 50 km langen Küstenstreifen und bestand neben der Festung Großfriedrichsburg auch aus den 1684 gegründeten Fort Dorothea und dem Fort Louise sowie einem 1685 gegründeten Stützpunkt bei Taccarary, der jedoch 1687 von der Niederländisch-Westindischen Kompanie erobert wurde. 1685 besetzten die Brandenburger die Insel Arguin vor der Küste des heutigen Mauretanien und richteten das dortige, alte portugiesische Kastell wieder her. Mit Dänemark wurde ein Vertrag geschlossen, der den Brandenburgern die Nutzung der karibischen Insel St. Thomas gestattete. Damit waren die Grundvoraussetzungen für den Dreieckshandel gegeben. Die Zahl der versklavten Menschen, die von der BAC aus Afrika in die Karibik verschleppt wurden, wird auf 17.000 bis 30.000 geschätzt.
Das Anlegen und der Unterhalt dieser Stützpunkte verursachten hohe Kosten. Zudem waren die beteiligten Kaufleute der Kompanie korruptionsanfällig und betrieben den Handel eher für die eigene Tasche als für die Kompanie. Die Rivalität zu den anderen europäischen Handelskompanien führte immer wieder zur Beschlagnahme brandenburgischer Schiffe, die erst nach lang andauernden Verhandlungen wieder zurückgegeben wurden. Die Verwaltung der kurbrandenburgischen Marine und der Handelskompanie wurden vereinigt, was dazu führte, dass die noch 1684 angestrebte Trennung zwischen Flotte und Handel wieder aufgehoben wurde. 1692 war die BAC schließlich bankrott.
Durch ein kurfürstliches Edikt von 1692 erfolgte die Umwandlung der BAC in die brandenburgisch-africanischamericanische Compagnie (BAAC). Den erhaltenen Privilegien nach ähnelte sie ihrer Vorgängerin, war jedoch hinsichtlich der Organisationsstruktur noch näher an ihrem Vorbild, der Niederländischen Ostindien-Kompanie, orientiert.

### Niedergang und Ende derBAAC(1693–1711)
Aufgrund vermehrt auftretender Streitigkeiten der Teilhaber, Überfällen von Piraten auf die Stützpunkte und vieler Schiffsverluste verspielte die Kompanie sämtliches Vertrauen bei ihren Kapitalgebern. Im Jahre 1700 fuhren nur noch 11 der einst (1684) 34 Schiffe unter brandenburgischer Flagge. So kam es, dass zwischen 1699 und 1709 nur noch wenige Schiffe von der BAAC ausgerüstet wurden. Die Stützpunkte konnten nicht mehr ausreichend versorgt werden. 1711 erfolgte die Übernahme der Handelskompanie in staatlichen Besitz durch den König Friedrich I., ohne jeglichen Widerstand der Mitglieder. Nach dreißig Jahren hörte die Handelskompanie damit auf zu bestehen. In den nächsten zwei Jahrzehnten konzentrierte sich der neue preußische König nur noch auf die Liquidation der Besitztümer und des Inventars der Kompanie.

## Resümee
Das Hauptproblem der BAC waren über ihre gesamte Zeit hinweg die nur begrenzt vorhandenen finanziellen Mittel, derer es bedurft hätte, wenn man sich langfristig am Überseehandel gegen die europäischen Konkurrenten hätte durchsetzen wollen. Ein weiteres Moment für das Scheitern der Gesellschaft lag in der fehlenden wirtschaftlichen Infrastruktur des Mutterlandes Brandenburg-Preußen. Zu der Zeit war das Land nicht in der Lage, die eingeführten Waren weiterzuverarbeiten, noch gab es einen genügenden heimischen Absatzmarkt in Form einer breiten wohlhabenden Schicht, die über die finanziellen Mittel zum Erwerb dieser Produkte verfügten. In Amerika versäumten es die Brandenburger zudem, Plantagenkolonien zu errichten, die kontinuierlich Kolonialwaren ins Mutterland hätten liefern können. Durch den alleinigen Handel mit Amerika ließen sich jedoch keine dauerhaften Gewinne erwirtschaften.